# Dyskografia Calvina Harrisa
Dyskografia Calvina Harrisa, szkockiego DJ-a, producenta muzycznego i wokalisty, składa się z czterech albumów studyjnych, trzech minialbumów, trzydziestu pięciu singli oraz dwudziestu siedmiu teledysków.

## Albumy studyjne
| Rok                                                     | Dane dot. albumu | Najwyższe pozycje na listach | Najwyższe pozycje na listach | Najwyższe pozycje na listach | Najwyższe pozycje na listach | Najwyższe pozycje na listach | Najwyższe pozycje na listach | Najwyższe pozycje na listach | Najwyższe pozycje na listach | Najwyższe pozycje na listach | Najwyższe pozycje na listach | Najwyższe pozycje na listach | Najwyższe pozycje na listach | Najwyższe pozycje na listach | Najwyższe pozycje na listach | Najwyższe pozycje na listach | Najwyższe pozycje na listach | Najwyższe pozycje na listach | Najwyższe pozycje na listach | Najwyższe pozycje na listach | Najwyższe pozycje na listach | Certyfikat                                                                          | Sprzedaż                                                                                 |
| Rok                                                     | Dane dot. albumu | UK                           | AUS                          | AUT                          | BEL (FLA)                    | BEL (WAL)                    | CAN                          | DEN                          | ESP                          | FIN                          | FRA                          | GER                          | IRL                          | ITA                          | NLD                          | NOR                          | NZL                          | POR                          | SWE                          | SWI                          | USA                          | Certyfikat                                                                          | Sprzedaż                                                                                 |
| ------------------------------------------------------- | --- | ---------------------------- | ---------------------------- | ---------------------------- | ---------------------------- | ---------------------------- | ---------------------------- | ---------------------------- | ---------------------------- | ---------------------------- | ---------------------------- | ---------------------------- | ---------------------------- | ---------------------------- | ---------------------------- | ---------------------------- | ---------------------------- | ---------------------------- | ---------------------------- | ---------------------------- | ---------------------------- | ----------------------------------------------------------------------------------- | ---------------------------------------------------------------------------------------- |
| 2007                                                    | I Created Disco - Wydany: 15 czerwca 2007 - Wytwórnia: Fly Eye Records, Columbia Records - Format: CD, digital download                        | 8                            | –                            | –                            | –                            | –                            | –                            | –                            | –                            | –                            | 95                           | –                            | 34                           | –                            | –                            | –                            | –                            | –                            | –                            | –                            | –                            | - UK: złoto                                                                         | - UK: 223 845+                                                                           |
| 2009                                                    | Ready for the Weekend - Wydany: 14 sierpnia 2009 - Wytwórnia: Fly Eye Records, Columbia Records - Format: CD, digital download                 | 1                            | 39                           | –                            | –                            | 74                           | –                            | –                            | –                            | –                            | 139                          | –                            | 6                            | –                            | –                            | –                            | –                            | –                            | –                            | –                            | –                            | - UK: złoto                                                                         | - UK: 274 786+                                                                           |
| 2012                                                    | 18 Months - Wydany: 26 października 2012 - Wytwórnia: Deconstruction Records, Fly Eye Records, Columbia Records - Format: CD, digital download | 1                            | 5                            | 52                           | 50                           | 44                           | 8                            | –                            | 72                           | 38                           | 110                          | 63                           | 2                            | –                            | 24                           | 18                           | 4                            | –                            | 6                            | 30                           | 19                           | - AUS: platyna - CAN: złoto - IRL: złoto - NZL: złoto - POL: platyna - SWE: platyna | - UK: 815 636+ - AUS: 70 000+ - CAN: 40 000+ - NZL: 7 500+ - POL: 20 000+ - SWE: 40 000+ |
| 2014                                                    | Motion - Wydany: 31 października 2014 - Wytwórnia: Fly Eye Records, Columbia Records - Format: CD, digital download                            | 2                            | 3                            | 13                           | 20                           | 18                           | 2                            | 3                            | 24                           | 6                            | 20                           | 20                           | 5                            | 16                           | 25                           | 2                            | 4                            | 23                           | 2                            | 2                            | 5                            | - UK: złoto - AUS: złoto - POL: 3× platyna - SWE: 2× platyna                        | - AUS: 35 000+ - POL: 60 000+ - SWE: 80 000+ - USA: 66 000+                              |
| 2017                                                    | Funk Wav Bounces Vol. 1 - Wydany: 30 czerwca 2017 - Wytwórnia: Columbia Records - Format: CD, LP, digital download                             |                              |                              |                              |                              |                              |                              |                              |                              |                              |                              |                              |                              |                              |                              |                              |                              |                              |                              |                              |                              | - POL: złoto                                                                        | - POL: 10 000+                                                                           |
| „–” oznacza, że album nie był notowany na danej liście. | |                              |                              |                              |                              |                              |                              |                              |                              |                              |                              |                              |                              |                              |                              |                              |                              |                              |                              |                              |                              |                                                                                     |                                                                                          |

## EP
| Rok  | Dane dot. albumu                                                                                             |
| ---- | --- |
| 2007 | Napster Live Session - Wydany: maj 2007 - Wytwórnia: Columbia Records - Format: digital download             |
| 2008 | iTunes Live: Berlin Festival - Wydany: 19 maja 2008 - Wytwórnia: Columbia Records - Format: digital download |
| 2009 | iTunes Live: London Festival '09 - Wydany: 2009 - Wytwórnia: Columbia Records - Format: digital download     |

## Single

### Jako główny artysta
| 2007                                                     | „Acceptable in the 80s”                                      | 10 | 90 | –  | –  | –  | –  | 14 | –  | –  | –   | 30 | 30 | –  | –  | –  | –  | –  | –  | –  | –  | - UK: srebro | I Created Disco            |
| 2007                                                     | „The Girls”                                                  | 3  | 33 | –  | –  | –  | –  | –  | –  | –  | –   | –  | 23 | –  | –  | –  | –  | –  | –  | –  | –  | | I Created Disco            |
| 2007                                                     | „Merrymaking at My Place”                                    | 43 | –  | –  | –  | –  | –  | –  | –  | –  | –   | –  | –  | –  | –  | –  | –  | –  | –  | –  | –  | | I Created Disco            |
| 2009                                                     | „I'm Not Alone”                                              | 1  | 48 | –  | 13 | 8  | –  | 6  | –  | –  | –   | –  | 4  | –  | 62 | –  | 40 | –  | –  | –  | –  | - UK: złoto - AUS: platyna | Ready for the Weekend      |
| 2009                                                     | „Ready for the Weekend”                                      | 3  | –  | –  | –  | –  | –  | –  | –  | –  | –   | –  | 9  | –  | –  | –  | –  | –  | –  | –  | –  | - UK: srebro | Ready for the Weekend      |
| 2009                                                     | „Flashback”                                                  | 18 | 38 | –  | –  | –  | –  | –  | –  | –  | –   | –  | 23 | –  | –  | –  | –  | –  | –  | –  | –  | | Ready for the Weekend      |
| 2010                                                     | „You Used to Hold Me”                                        | 27 | 57 | –  | –  | –  | –  | –  | –  | –  | –   | –  | 30 | –  | –  | –  | –  | –  | –  | –  | –  | - AUS: platyna | Ready for the Weekend      |
| 2011                                                     | „Bounce” (gościnnie: Kelis)                                  | 2  | 7  | –  | 7  | –  | –  | 4  | –  | –  | –   | –  | 6  | –  | 27 | 18 | 6  | –  | –  | –  | –  | - UK: złoto - AUS: 3× platyna | 18 Months                  |
| 2011                                                     | „Feel So Close”                                              | 2  | 7  | –  | 25 | –  | 9  | –  | 11 | –  | 11  | –  | 2  | –  | 32 | –  | 5  | –  | –  | 57 | 12 | - UK: złoto - AUS: 4× platyna - CAN: 3× platyna - ITA: złoto - SWI: złoto - USA: platyna                                         | 18 Months                  |
| 2012                                                     | „Let’s Go” (gościnnie: Ne-Yo)                                | 2  | 17 | 49 | 31 | 27 | 19 | 29 | –  | –  | 117 | 59 | 6  | –  | 44 | –  | 14 | –  | 51 | 40 | 17 | - UK: srebro - AUS: platyna - CAN: platyna                                                                                       | 18 Months                  |
| 2012                                                     | „We’ll Be Coming Back” (gościnnie: Example)                  | 2  | 8  | –  | –  | –  | –  | 5  | –  | 10 | –   | –  | 1  | –  | 28 | –  | 16 | –  | 5  | –  | –  | - UK: złoto - AUS: 2× platyna | 18 Months                  |
| 2012                                                     | „Sweet Nothing” (gościnnie: Florence Welch)                  | 1  | 2  | 29 | 9  | 23 | 15 | 8  | 33 | 9  | 17  | 19 | 1  | –  | 29 | 13 | 2  | 4  | 15 | 36 | 10 | - UK: złoto - AUS: 3× platyna - CAN: 2× platyna - GER: złoto - ITA: złoto - SWI: złoto - USA: 2× platyna                         | 18 Months                  |
| 2013                                                     | „Drinking from the Bottle” (gościnnie: Tinie Tempah)         | 5  | 16 | –  | 34 | –  | –  | –  | –  | –  | 62  | –  | 9  | –  | 83 | –  | 34 | –  | 53 | –  | –  | - UK: złoto - AUS: 2× platyna - ITA: złoto                                                                                       | 18 Months                  |
| 2013                                                     | „I Need Your Love” (gościnnie: Ellie Goulding)               | 4  | 3  | 3  | 8  | 7  | 13 | 17 | 25 | 4  | 10  | 13 | 6  | 18 | 33 | 13 | 15 | 4  | 3  | 6  | 16 | - UK: złoto - AUS: 3× platyna - AUT: złoto - GER: platyna - ITA: platyna - SWI: platyna - USA: platyna                           | 18 Months                  |
| 2013                                                     | „Thinking About You” (gościnnie: Ayah Marar)                 | 8  | 28 | 66 | 20 | 38 | 58 | –  | –  | –  | 92  | 56 | 11 | –  | 35 | –  | 40 | 11 | –  | 58 | 86 | - UK: srebro - AUS: złoto | 18 Months                  |
| 2013                                                     | „Under Control” oraz Alesso (gościnnie: Hurts)               | 1  | 17 | 21 | 42 | –  | 82 | 28 | –  | 5  | 55  | 24 | 5  | –  | 59 | 9  | 31 | 7  | 8  | 34 | –  | - UK: złoto - AUS: platyna - ITA: platyna - SWI: złoto                                                                           | Motion                     |
| 2014                                                     | „Summer”                                                     | 1  | 4  | 2  | 5  | 3  | 3  | 20 | 7  | 1  | 15  | 3  | 1  | 3  | 3  | 2  | 19 | 5  | 4  | 3  | 7  | - UK: platyna - AUS: 2× platyna - AUT: złoto - CAN: 3× platyna - GER: platyna - ITA: 3× platyna - SWI: platyna - USA: 3× platyna | Motion                     |
| 2014                                                     | „Blame” (gościnnie: John Newman)                             | 1  | 9  | 4  | 7  | 2  | 11 | 6  | 9  | 1  | 7   | 4  | 5  | 4  | 3  | 1  | 9  | 4  | 1  | 4  | 19 | - UK: platyna - AUS: platyna - CAN: platyna - GER: złoto - ITA: 2× platyna - SWI: złoto - USA: platyna                           | Motion                     |
| 2014                                                     | „Outside” (gościnnie: Ellie Goulding)                        | 6  | 7  | 3  | 8  | 8  | 10 | 5  | 10 | 1  | 19  | 1  | 5  | 14 | 8  | 3  | 7  | 1  | 3  | 5  | 29 | - UK: złoto - AUS: 2× platyna - GER: złoto - ITA: platyna - USA: platyna                                                         | Motion                     |
| 2015                                                     | „Open Wide” (gościnnie: Big Sean)                            | 23 | 77 | 58 | –  | –  | –  | –  | –  | –  | 37  | 22 | 63 | –  | –  | –  | –  | –  | –  | 41 | –  | | Motion                     |
| 2015                                                     | „Pray to God” (gościnnie: Haim)                              | 35 | 10 | 15 | –  | 36 | 68 | –  | –  | –  | 59  | 23 | 21 | –  | 59 | 35 | 39 | –  | 71 | 61 | –  | - AUS: platyna | Motion                     |
| 2015                                                     | „How Deep Is Your Love” oraz Disciples                       | 6  | 7  | 26 | 12 | 34 | 35 | 30 | 10 | 20 | 24  | 22 | 16 | 48 | 23 | 26 | 18 | –  | 16 | 14 | 60 | - POL: 3× diament - UK: platyna - AUS: 2× platyna - GER: złoto - NZL: 2× platyna - USA: platyna                                  | –                          |
| 2016                                                     | „This Is What You Came For” (gościnnie: Rihanna)             |    |    |    |    |    |    |    |    |    |     |    |    |    |    |    |    |    |    |    |    | - POL: diament | –                          |
| 2016                                                     | „My Way”                                                     |    |    |    |    |    |    |    |    |    |     |    |    |    |    |    |    |    |    |    |    | - POL: 3× platyna | –                          |
| 2017                                                     | „Slide” (gościnnie: Frank Ocean, Migos)                      |    |    |    |    |    |    |    |    |    |     |    |    |    |    |    |    |    |    |    |    | - POL: platyna | Funk Wav Bounces Vol. 1    |
| 2017                                                     | „Feels” (gościnnie: Pharrell Williams, Katy Perry, Big Sean) |    |    |    |    |    |    |    |    |    |     |    |    |    |    |    |    |    |    |    |    | - POL: 3× platyna | Funk Wav Bounces Vol. 1    |
| 2018                                                     | „One Kiss” oraz Dua Lipa                                     |    |    |    |    |    |    |    |    |    |     |    |    |    |    |    |    |    |    |    |    | - POL: diament | Dua Lipa: Complete Edition |
| 2018                                                     | „Promises” oraz Sam Smith                                    |    |    |    |    |    |    |    |    |    |     |    |    |    |    |    |    |    |    |    |    | - POL: 4× platyna | Love Goes                  |
| 2019                                                     | „Giant” oraz Rag’n’Bone Man                                  |    |    |    |    |    |    |    |    |    |     |    |    |    |    |    |    |    |    |    |    | - POL: 3× platyna | 96 Months                  |
| 2023                                                     | „Miracle” oraz Ellie Goulding                                |    |    |    |    |    |    |    |    |    |     |    |    |    |    |    |    |    |    |    |    | - POL: 2× platyna | 96 Months                  |
| 2023                                                     | „Desire” oraz Sam Smith                                      |    |    |    |    |    |    |    |    |    |     |    |    |    |    |    |    |    |    |    |    | - POL: platyna | 96 Months                  |
| „–” oznacza, że singel nie był notowany na danej liście. |                                                              |    |    |    |    |    |    |    |    |    |     |    |    |    |    |    |    |    |    |    |    | |                            |

### Z gościnnym udziałem
| Rok                                                      | Tytuł                                        | Najwyższe pozycje na listach | Najwyższe pozycje na listach | Najwyższe pozycje na listach | Najwyższe pozycje na listach | Najwyższe pozycje na listach | Najwyższe pozycje na listach | Najwyższe pozycje na listach | Najwyższe pozycje na listach | Najwyższe pozycje na listach | Najwyższe pozycje na listach | Najwyższe pozycje na listach | Najwyższe pozycje na listach | Najwyższe pozycje na listach | Najwyższe pozycje na listach | Najwyższe pozycje na listach | Najwyższe pozycje na listach | Najwyższe pozycje na listach | Najwyższe pozycje na listach | Najwyższe pozycje na listach | Najwyższe pozycje na listach | Certyfikat                                                                                            | Album                   |
| Rok                                                      | Tytuł                                        | UK                           | AUS                          | AUT                          | BEL (FLA)                    | BEL (WAL)                    | CAN                          | DEN                          | ESP                          | FIN                          | FRA                          | GER                          | IRL                          | ITA                          | NLD                          | NOR                          | NZL                          | POL                          | SWE                          | SWI                          | USA                          | Certyfikat                                                                                            | Album                   |
| -------------------------------------------------------- | -------------------------------------------- | ---------------------------- | ---------------------------- | ---------------------------- | ---------------------------- | ---------------------------- | ---------------------------- | ---------------------------- | ---------------------------- | ---------------------------- | ---------------------------- | ---------------------------- | ---------------------------- | ---------------------------- | ---------------------------- | ---------------------------- | ---------------------------- | ---------------------------- | ---------------------------- | ---------------------------- | ---------------------------- | --- | ----------------------- |
| 2008                                                     | „Dance wiv Me” (Dizzee Rascal feat. Chrome)  | 1                            | 13                           | –                            | 40                           | –                            | –                            | –                            | –                            | –                            | –                            | 48                           | 5                            | –                            | –                            | –                            | –                            | –                            | –                            | –                            | –                            | | Tongue n’ Cheek         |
| 2011                                                     | „We Found Love” (Rihanna)                    | 1                            | 2                            | 2                            | 3                            | 2                            | 1                            | 1                            | 2                            | 1                            | 1                            | 1                            | 1                            | 3                            | 3                            | 1                            | 1                            | 1                            | 1                            | 1                            | 1                            | - UK: 2× platyna - AUS: 6× platyna - GER: złoto - ITA: 2× platyna - SWI: 2× platyna - USA: 9× platyna | Talk That Talk          |
| 2011                                                     | „Off the Record” (Tinchy Stryder feat. Burn) | 24                           | –                            | –                            | –                            | –                            | –                            | –                            | –                            | –                            | –                            | –                            | –                            | –                            | –                            | –                            | –                            | –                            | –                            | –                            | –                            | | –                       |
| 2018                                                     | „Checklist” (Normani (gościnnie WizKid))     | –                            | –                            | –                            | –                            | –                            | –                            | –                            | –                            | –                            | –                            | –                            | –                            | –                            | –                            | –                            | –                            | –                            | –                            | –                            | –                            | | Normani x Calvin Harris |
| 2018                                                     | „Slow Down” (Normani)                        | –                            | –                            | –                            | –                            | –                            | –                            | –                            | –                            | –                            | –                            | –                            | –                            | –                            | –                            | –                            | –                            | –                            | –                            | –                            | –                            | | Normani x Calvin Harris |
| 2018                                                     | „I Found You” (Benny Blanco)                 | –                            | –                            | –                            | –                            | –                            | –                            | –                            | –                            | –                            | –                            | –                            | –                            | –                            | –                            | –                            | –                            | –                            | –                            | –                            | –                            | | –                       |
| „–” oznacza, że singel nie był notowany na danej liście. |                                              |                              |                              |                              |                              |                              |                              |                              |                              |                              |                              |                              |                              |                              |                              |                              |                              |                              |                              |                              |                              | |                         |

## Pozostałe utwory

### Notowane na listach
| Rok  | Tytuł   | Najwyższe pozycje na listach | Album  |
| Rok  | Tytuł   | FRA                          | Album  |
| ---- | ------- | ---------------------------- | ------ |
| 2014 | „Faith” | 178                          | Motion |

## Teledyski
| Rok  | Singel                      | Reżyser                     |
| ---- | --------------------------- | --------------------------- |
| 2007 | „Acceptable in the 80s”     | Emil Nava                   |
| 2007 | „The Girls”                 | Kim Gehrig                  |
| 2007 | „Merrymaking at My Place”   | Kinga Burza                 |
| 2008 | „Dance wiv Me”              | Mark Anthony Galluzzo       |
| 2009 | „I’m Not Alone”             | Christian Holm-Glad         |
| 2009 | „Ready for the Weekend”     | Ben Ib                      |
| 2009 | „Flashback”                 | Vincent Haycock             |
| 2010 | „You Used to Hold Me”       | Dan & Julian                |
| 2011 | „Awooga”                    | –                           |
| 2011 | „Bounce”                    | Vincent Haycock, AG Rojas   |
| 2011 | „Feel So Close”             | Vincent Haycock             |
| 2011 | „Off the Record”            | Luke Monaghan, James Barber |
| 2011 | „We Found Love”             | Melina Matsoukas            |
| 2012 | „Let’s Go”                  | Vincent Haycock             |
| 2012 | „We’ll Be Coming Back”      | Saman Keshavarz             |
| 2012 | „Sweet Nothing”             | Vincent Haycock             |
| 2012 | „Drinking from the Bottle”  | Vincent Haycock, AG Rojas   |
| 2013 | „I Need Your Love”          | Emil Nava                   |
| 2013 | „Thinking About You”        | Vincent Haycock             |
| 2013 | „Under Control”             | Emil Nava                   |
| 2014 | „Summer”                    | Emil Nava                   |
| 2014 | „Blame”                     | Emil Nava                   |
| 2014 | „Slow Acid”                 | Emil Nava                   |
| 2014 | „Open Wide”                 | Emil Nava                   |
| 2014 | „Burnin”                    | –                           |
| 2014 | „Outside”                   | Emil Nava                   |
| 2015 | „Pray to God” (wraz z Haim) | Emil Nava                   |
| 2015 | „How Deep Is Your Love”     | Emil Nava                   |